# Шваб Олександр Петрович
Олександр Петрович Шваб (1938, тепер Житомирської області — ?) — український радянський партійний діяч, 2-й секретар Волинського обкому КПУ. Депутат Верховної Ради УРСР 9—10-го скликань.

## Біографія
З 1955 року — колгоспник, завідувач сільського клубу, інструктор Овруцького районного комітету ЛКСМУ Житомирської області, учитель виробничого навчання середньої школи.
Освіта вища. Закінчив Житомирський сільськогосподарський інститут.
Член КПРС з 1960 року.
У 1962—1965 роках — інструктор Овруцького районного комітету КПУ, інспектор-партійний організатор партійного комітету виробничого колгоспно-радгоспного управління Житомирської області, інструктор Житомирського обласного комітету КПУ.
У 1965—1969 роках — 2-й секретар Радомишльського районного комітету КПУ Житомирської області, 1-й секретар Чуднівського районного комітету КПУ Житомирської області.
У 1969 році — 1-й секретар Житомирського обласного комітету ЛКСМУ.
У 1969—1974 роках — секретар ЦК ЛКСМУ.
У 1974 році — інспектор ЦК КПУ.
27 листопада 1974 — 30 листопада 1981 року — 2-й секретар Волинського обласного комітету КПУ. Знятий із посади «за зловживання спиртними напоями».
Працював агрономом у Волинській області. Подальша доля невідома

## Нагороди
- ордени
- медалі